# جايسون فراي
جايسون فراي (بالإنجليزية: Jason Fry)‏ (1969، شارلوتسفيل في الولايات المتحدة)؛ كاتب للأطفال وروائي أمريكي. درس في جامعة ييل.